# سه هزار سال حسرت
سه هزار سال حسرت (انگلیسی: Three Thousand Years of Longing) یک فیلم فانتزی و عاشقانه آمریکایی-استرالیایی محصول سال ۲۰۲۲ به نویسندگی و کارگردانی جرج میلر است. این فیلم اقتباسی از داستان کوتاه «جین در چشم بلبل» نوشته انتونیا سوزان بیات است. در این فیلم ادریس البا و تیلدا سوینتن ایفای نقش می‌کنند.

## داستان
یک محقق که از زندگی راضی است، با یک جن روبرو می‌شود که در ازای آزادی سه آرزو را به او ارائه می‌دهد. مکالمه آنها در اتاق هتلی در استانبول به عواقبی می‌انجامد که هیچ‌کدام انتظارش را نداشتند.

## انتشار
فیلم سه هزار سال حسرت اولین نمایش جهانی خود را در جشنواره فیلم کن ۲۰۲۲ در ۲۰ مه ۲۰۲۲ داشت و قرار است در ۲۶ اوت ۲۰۲۲ در ایالات متحده توسط مترو گلدوین مایر، و در استرالیا در ۱ سپتامبر ۲۰۲۲ منتشر شود.

## تولید
تصویربرداری اصلی در نوامبر ۲۰۲۰ در استرالیا آغاز شد.

## بازخوردها
در وب‌سایت جمع‌آوری نقد راتن تومیتوز از ۳۶ نقد منتقد، با میانگین امتیاز ۶٫۱ از ۱۰ را دارد. اجماع این وب‌سایت می‌گوید: «اگرچه داستان آن به اندازه شگفتی‌های بصری آن چشمگیر نیست، اما سخت است که جاه‌طلبی محض سه هزار سال حسرت را تحسین نکنیم.» در متاکریتیک، که از میانگین وزنی استفاده می‌کند، امتیازی را به فیلم اختصاص داد. ۵۷ از ۱۰۰، بر اساس ۱۶ منتقد، نشان دهنده «بررسی‌های مختلط یا متوسط» است.